# Paralticus amboinensis
Paralticus amboinensis är en fiskart som först beskrevs av Bleeker, 1857.  Paralticus amboinensis ingår i släktet Paralticus och familjen Blenniidae. Inga underarter finns listade i Catalogue of Life.